# Salem (New Jersey)
Salem is een plaats (city) in de Amerikaanse staat New Jersey, en valt bestuurlijk gezien onder Salem County.

## Demografie
Bij de volkstelling in 2000 werd het aantal inwoners vastgesteld op 5857.
In 2006 is het aantal inwoners door het United States Census Bureau geschat op 5784, een daling van 73 (-1.2%).

## Geografie
Volgens het United States Census Bureau beslaat de plaats een oppervlakte van
7,3 km², waarvan 6,8 km² land en 0,5 km² water. Salem ligt op ongeveer 3 m boven zeeniveau.

## Plaatsen in de nabije omgeving
De onderstaande figuur toont nabijgelegen plaatsen in een straal van 16 km rond Salem.